# Gerard Batliner

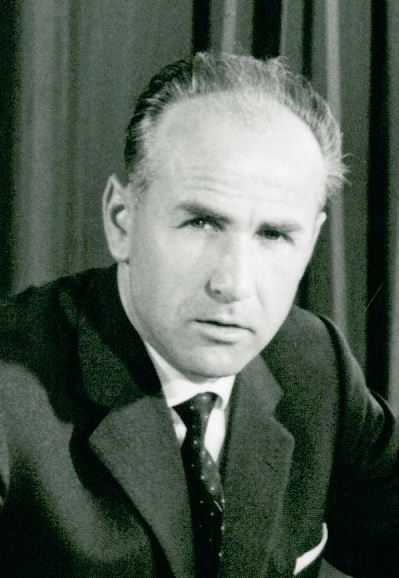
Gerard Batliner

Gerard Batliner (* 9. Dezember 1928 in Eschen (Liechtenstein); † 25. Juni 2008 ebenda) war ein Liechtensteiner Politiker (FBP), Jurist und Publizist. 

## Biografie
Gerard Batliner studierte Jura und Philosophie an der Universität Freiburg (Schweiz); 1957 wurde er dort zum Dr. iur. promoviert. Seit 1956 war er neben seinen politischen Aktivitäten als selbstständiger Rechtsanwalt und Publizist in Liechtenstein tätig.
Er war vom 16. Juli 1962 bis zum 18. März 1970 der Regierungschef des Fürstentums Liechtenstein. Von 1974 bis 1982 war Batliner Abgeordneter im liechtensteinischen Landtag für die Fortschrittliche Bürgerpartei und hatte in dieser Zeit von 1974 bis 1978 das Amt des Landtagspräsidenten sowie 1978 bis 1982 das des Vizelandtagspräsidenten inne. Von 1978 bis 1982 war er außerdem Mitglied der Parlamentarischen Versammlung des Europarates. Danach war Batliner von 1983 bis 1990 Mitglied der Europäischen Kommission für Menschenrechte.
Er ist Verfasser zahlreicher Bücher über das Rechtssystem Liechtensteins. Im Jahr 1951 zählte Batliner zu den Gründungsmitgliedern der Liechtensteinischen Akademischen Gesellschaft und engagierte sich in der Folge für das Liechtenstein-Institut.

## Ehrungen und Auszeichnungen
- 1970: Verleihung des Titels „Fürstlicher Justizrat“
- 1974: Großes Silbernes Ehrenzeichen am Bande für Verdienste um die Republik Österreich[2]
- 1988: Ehrendoktorwürde Dr. iur. h. c. der Universität Basel
- 2001: Ehrendoktorwürde Dr. iur. h. c. der Leopold-Franzens-Universität Innsbruck
- Grosskreuz des Fürstlich Liechtensteinischen Verdienstordens